# Apophorhynchus amazonensis
Apophorhynchus amazonensis är en tvåvingeart som beskrevs av Prado 1966. Apophorhynchus amazonensis ingår i släktet Apophorhynchus och familjen Ropalomeridae. Inga underarter finns listade i Catalogue of Life.